# 塞韦拉克堡
塞韦拉克堡（法語：Sévérac-le-Château，法語發音：[seveʁak lə ʃato]）是法国阿韦龙省的一个旧市镇，属于米约区。

## 地理
塞韦拉克堡（44°19'18"N, 3°4'17"E）面积108.42 平方千米，位于法国奧克西塔尼大區阿韦龙省，该省份为法国南部内陆省份，位于法國中央高原南部，北起顺时针与康塔爾省、洛泽尔省、加尔省、埃罗省、塔恩省、塔恩-加龙省和洛特省接壤。
与塞韦拉克堡接壤的市镇（或旧市镇、城区）包括：康帕尼亚克、拉帕努斯、拉韦尔恩、莫斯蒂埃茹勒、塔恩河畔里维耶尔、韦里耶尔、韦赞德莱韦祖、勒马塞格罗、勒雷库、拉蒂约勒。

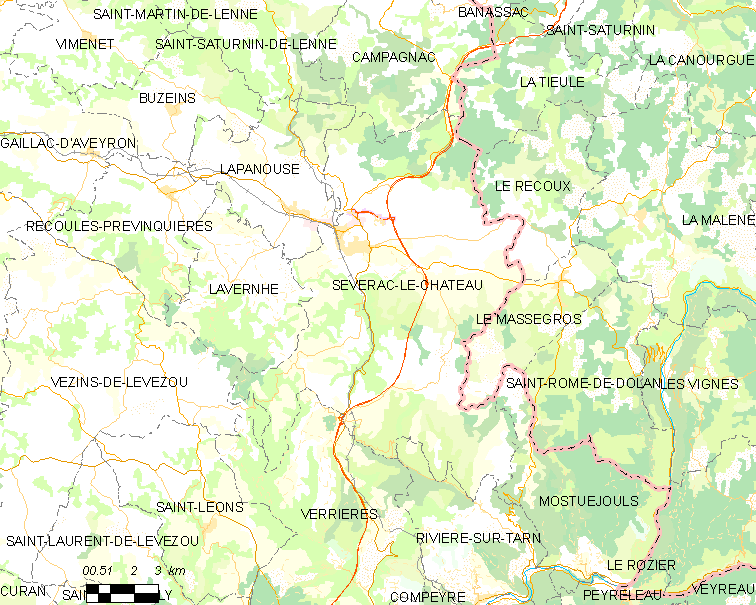
塞韦拉克堡的OSM定位图

塞韦拉克堡的时区为UTC+01:00、UTC+02:00（夏令时）。

## 行政
塞韦拉克堡的邮政编码为12150，INSEE市镇编码为12270。

## 政治
塞韦拉克堡所属的省级选区为塔恩-科斯县。

## 人口

1962-2008年间塞韦拉克堡人口变化图示

塞韦拉克堡于2018年1月1日时的人口数量为2415人。